# Aşgharīyeh
Aşgharīyeh (persiska: Chāh-e Aşgharīyeh, اصغريه, Chāh-e Aşfavīyeh) är en ort i Iran.   Den ligger i provinsen Khorasan, i den östra delen av landet, 800 km sydost om huvudstaden Teheran. Aşgharīyeh ligger 1 483 meter över havet och antalet invånare är 178.
Terrängen runt Aşgharīyeh är lite kuperad.Runt Aşgharīyeh är det glesbefolkat, med 12 invånare per kvadratkilometer. Aşgharīyeh är det största samhället i trakten. Trakten runt Aşgharīyeh är ofruktbar med lite eller ingen växtlighet.